# 7683 Wuwenjun
7683 Wuwenjun è un asteroide della fascia principale. Scoperto nel 1997, presenta un'orbita caratterizzata da un semiasse maggiore pari a 2,2578575 UA e da un'eccentricità di 0,1222072, inclinata di 7,05995° rispetto all'eclittica.